# 花占い (Vaundyの曲)
「花占い」（はなうらない）は、2021年7月5日にSDRおよびVaundy Artwork StudioよりリリースされたVaundyの楽曲。読売テレビ制作・日本テレビ系列の「日曜ドラマ」枠で放送されていたテレビドラマ『ボクの殺意が恋をした』主題歌。

## 概要
Vaundyがドラマ主題歌を手掛けるのはこれが初であり、「ドキドキして踊り出したくなるような曲にしたい」という思いを胸に本楽曲を書き下ろしたという。テーマは「実る前の恋」。
2024年1月11日、マクドナルドで販売されているマックフライドポテトが揚がった時に流れる「ティロリ」という音を使って楽曲をリミックス・マッシュアップする企画「ティロリミックス 2024」に、本楽曲とYOASOBI「群青」の2曲が使用され、ミュージック・ビデオが期間限定公開された。

## ミュージック・ビデオ
配信開始日である7月5日にYouTube にて公開された。ドラマのキャストである中川大志と新木優子が出演しており、監督は映像クリエイターのwatanabe_naoが務め、振り付けは「不可幸力（Global Dance Video）」以来Vaundyの作品では2回目のタッグとなるyurinasiaが手がけた。

## チャート成績

### 認定と売上
|                                | 認定 (RIAJ) | 売上/再生回数     |
| ------------------------------ | ----------- | ----------------- |
| ダウンロード                   | 未公表      | -                 |
| ストリーミング                 | ゴールド    | 50,000,000*回再生 |
| *認定のみに基づく売上/再生回数 |             |                   |

## 収録曲
| #  | タイトル   | 作詞・作曲 | 編曲   | 時間 |
| -- | ---------- | ---------- | ------ | ---- |
| 1. | 「花占い」 | Vaundy     | Vaundy | 3:27 |

## タイアップ
- 読売テレビ・日本テレビ系列日曜ドラマ『ボクの殺意が恋をした』主題歌[4]

## 収録アルバム
|                                                        |              |                |
| 『replica Disc 2』 収録曲                              |              |                |
| \| benefits （5） \| 花占い （6） \| Tokimeki （7） \| |              |                |
| benefits （5）                                         | 花占い （6） | Tokimeki （7） |